# Leichtathletik-Weltmeisterschaften 1983/400 m Hürden der Männer

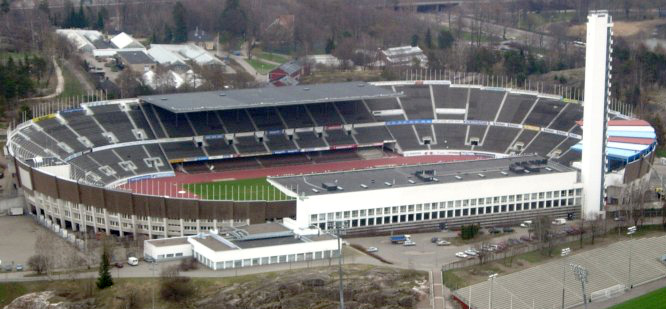
Das Olympiastadion in Helsinki

Der 400-Meter-Hürdenlauf der Männer bei den Leichtathletik-Weltmeisterschaften 1983 fand am 7., 8. und 9. August 1983 in Helsinki, Finnland, statt.
34 Athleten aus 28 Ländern nahmen an dem Wettbewerb teil. Die Goldmedaille gewann der US-amerikanische Olympiasieger von 1976 Edwin Moses nach 47,50 s, Silber ging an den Olympiadritten von 1984 und zweifachen Europameister (1978/1982) Harald Schmid aus der BR Deutschland mit 48,61 s. Die Bronzemedaille sicherte sich Alexander Charlow aus der Sowjetunion mit 49,03 s.

## Rekorde
Vor dem Wettbewerb galten folgende Rekorde:
| Weltrekord               | Edwin Moses                                                                 | 47,13 s                                                                     | Mailand, Italien                                                            | 3. Juli 1980                                                                |
| Weltmeisterschaftsrekord | Es gab noch keine WM-Rekorde, die Veranstaltung wurde erstmals ausgetragen. | Es gab noch keine WM-Rekorde, die Veranstaltung wurde erstmals ausgetragen. | Es gab noch keine WM-Rekorde, die Veranstaltung wurde erstmals ausgetragen. | Es gab noch keine WM-Rekorde, die Veranstaltung wurde erstmals ausgetragen. |

Der WM-Rekord wurde nach und nach auf zuletzt 47,50 s gesteigert (Edwin Moses, Vereinigte Staaten im Finale am 9. August 1983).

## Vorläufe
Aus den fünf Vorläufen qualifizierten sich die jeweils zwei Ersten jedes Laufes – hellblau unterlegt – und zusätzlich die sechs Zeitschnellsten – hellgrün unterlegt – für das Finale.

### Lauf 1
7. August 1983
| Platz | Athlet              | Land                   | Zeit (s) |
| ----- | ------------------- | ---------------------- | -------- |
| 1     | Andre Phillips      | Vereinigte Staaten     | 50,44 CR |
| 2     | Rik Tommelein       | Belgien                | 50,99    |
| 3     | Gary Oakes          | Vereinigtes Königreich | 51,23    |
| 4     | Ian Newhouse        | Kanada                 | 51,45    |
| 5     | Meshak Munyoro      | Kenia                  | 53,25    |
| 6     | Paiwa Bogela        | Papua-Neuguinea        | 54,68    |
|       | Alexandr Jazewitsch | Sowjetunion            | DNF      |

### Lauf 2
| Platz | Athlet            | Land             | Zeit (s) |
| ----- | ----------------- | ---------------- | -------- |
| 1     | Alexander Charlow | Sowjetunion      | 50,12 CR |
| 2     | Sven Nylander     | Schweden         | 50,23    |
| 3     | José Alonso       | Spanien          | 50,53    |
| 4     | Vladislav Pecen   | Tschechoslowakei | 50,86    |
| 5     | István Takács     | Ungarn           | 50,97    |
| 6     | Peter Rwamuhanda  | Uganda           | 50,99    |

### Lauf 3
| Platz | Athlet                | Land                   | Zeit (s) |
| ----- | --------------------- | ---------------------- | -------- |
| 1     | David Lee             | Vereinigte Staaten     | 50,15    |
| 2     | Toma Tomow            | Bulgarien              | 50,39    |
| 3     | Karl Smith            | Jamaika                | 50,64    |
| 4     | Thomas Futterknecht   | Österreich             | 50,68    |
| 5     | Antônio Dias Ferreira | Brasilien              | 50,76    |
| 6     | Stephen Sole          | Vereinigtes Königreich | 51,80    |
| 7     | Ahmed Ghanem          | Ägypten                | 52,32    |

### Lauf 4
| Platz | Athlet           | Land               | Zeit (s) |
| ----- | ---------------- | ------------------ | -------- |
| 1     | Edwin Moses      | Vereinigte Staaten | 49,54 CR |
| 2     | Daniel Ogidi     | Nigeria            | 50,44    |
| 3     | Amadou Dia Ba    | Senegal            | 50,59    |
| 4     | Krasimir Demirev | Bulgarien          | 50,62    |
| 5     | Greg Rolle       | Bahamas            | 50,92    |
| 6     | Rok Kopitar      | Jugoslawien        | 52,34    |
|       | Carlos Azulay    | Spanien            | DSQ      |

### Lauf 5
| Platz | Athlet            | Land           | Zeit (s) |
| ----- | ----------------- | -------------- | -------- |
| 1     | Harald Schmid     | BR Deutschland | 49,99    |
| 2     | Ryszard Szparak   | Polen          | 50,09    |
| 3     | Franz Meier       | Schweiz        | 50,09    |
| 4     | Ahmed Hamada      | Bahrain        | 50,53    |
| 5     | Petter Hesselberg | Norwegen       | 51,67    |
| 6     | Georgios Vamvakas | Griechenland   | 51,92    |
| 7     | David Charlton    | Bahamas        | 52,02    |

## Halbfinale
Aus den zwei Halbfinalläufen qualifizierten sich die jeweils vier Ersten jedes Laufes – hellblau unterlegt – für das Finale.

### Lauf 1
8. August 1983
| Platz | Athlet            | Land               | Zeit (s) |
| ----- | ----------------- | ------------------ | -------- |
| 1     | Edwin Moses       | Vereinigte Staaten | 48,11 CR |
| 2     | Andre Phillips    | Vereinigte Staaten | 48,99    |
| 3     | Amadou Dia Ba     | Senegal            | 49,18    |
| 4     | Alexander Charlow | Sowjetunion        | 49,75    |
| 5     | Ahmed Hamada      | Bahrain            | 50,04    |
| 6     | Franz Meier       | Schweiz            | 50,31    |
| 7     | Rik Tommelein     | Belgien            | 50,54    |
|       | Tomoa Tomov       | Bulgarien          | DNF      |

### Lauf 2
| Platz | Athlet           | Land               | Zeit (s) |
| ----- | ---------------- | ------------------ | -------- |
| 1     | Harald Schmid    | BR Deutschland     | 48,57    |
| 2     | David Lee        | Vereinigte Staaten | 48,63    |
| 3     | Ryszard Szparak  | Polen              | 49,17    |
| 4     | Sven Nylander    | Schweden           | 49,18    |
| 5     | Daniel Ogidi     | Nigeria            | 49,51    |
| 6     | José Alonso      | Spanien            | 49,91    |
| 7     | Karl Smith       | Jamaika            | 49,99    |
| 8     | Krasimir Demirev | Bulgarien          | 50,91    |

## Finale

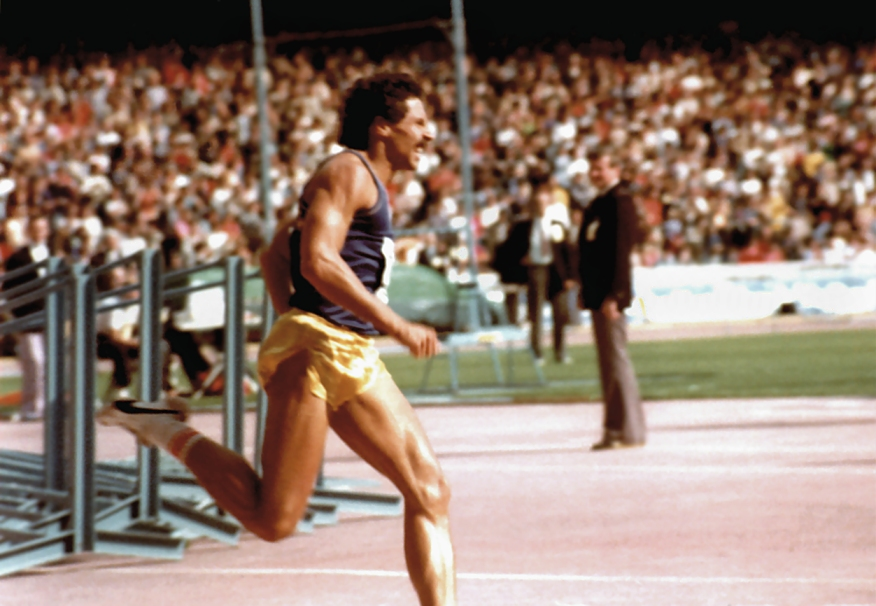
Vizeweltmeister Harald Schmid (auf dem Foto im Jahr 1981)
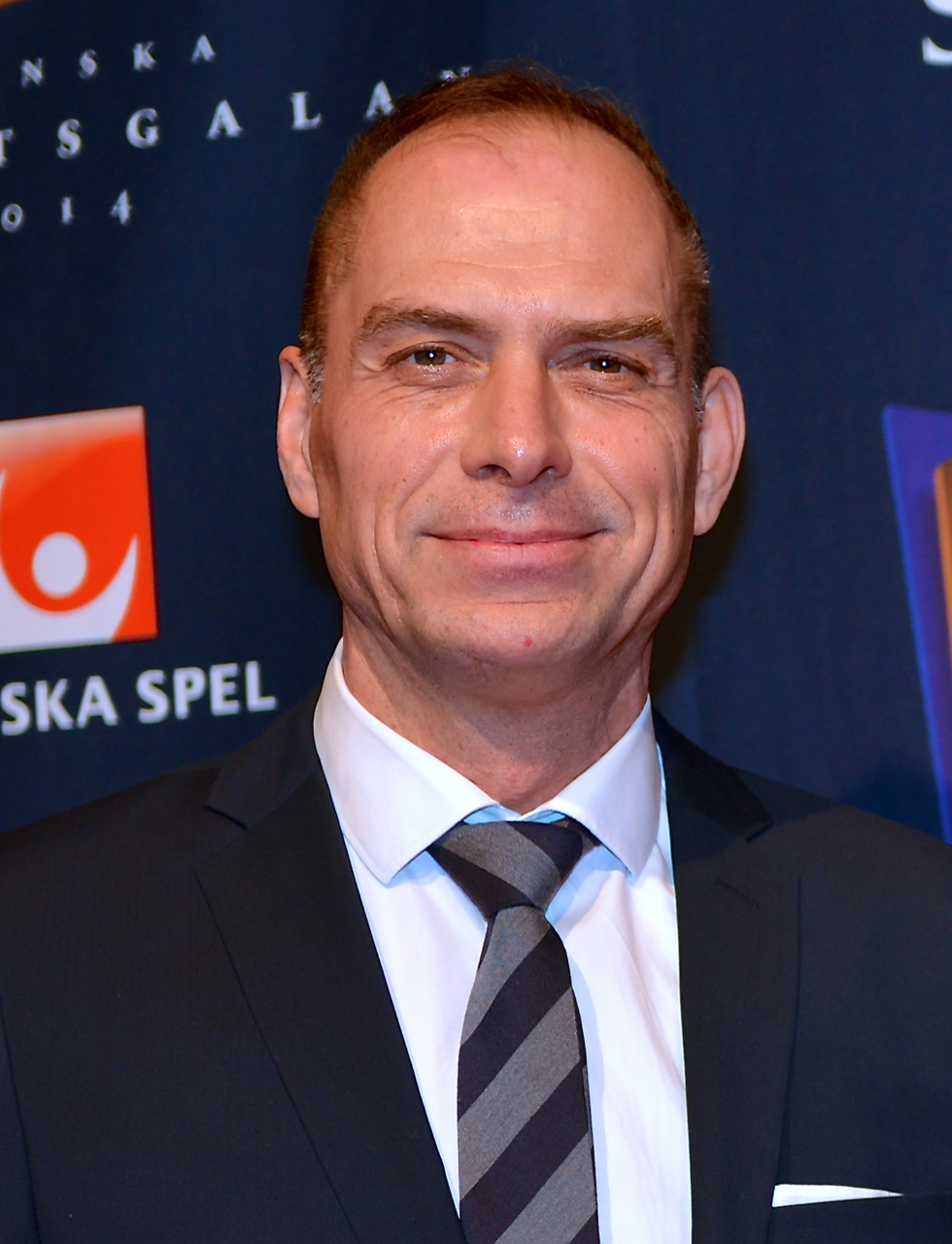
Der viertplatzierte Sven Nylander im Jahr 2014

- Weltmeister Edwin Moses
(im Jahr 1987)

9. August 1983
| Platz | Bahn | Athlet            | Land               | Zeit (s) |
| ----- | ---- | ----------------- | ------------------ | -------- |
|       | 2    | Edwin Moses       | Vereinigte Staaten | 47,50 CR |
|       | 7    | Harald Schmid     | BR Deutschland     | 48,61    |
|       | 1    | Alexander Charlow | Sowjetunion        | 49,03    |
| 4     | 8    | Sven Nylander     | Schweden           | 49,06    |
| 5     | 6    | Andre Phillips    | Vereinigte Staaten | 49,24    |
| 6     | 4    | David Lee         | Vereinigte Staaten | 49,32    |
| 7     | 3    | Amadou Dia Ba     | Senegal            | 49,61    |
| 8     | 5    | Ryszard Szparak   | Polen              | 49,78    |

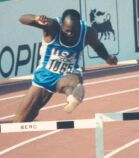
Weltmeister Edwin Moses (im Jahr 1987)

- Vizeweltmeister Harald Schmid
(auf dem Foto im Jahr 1981)
- Der viertplatzierte Sven Nylander
im Jahr 2014

## Video
- Men's 400m hurdles - Helsinki 1983 auf youtube.com, abgerufen am 31. März 2020